# Mallares
Mallares es una ciudad menor peruana ubicada en el distrito de Marcavelica, perteneciente a la provincia de Sullana del departamento de Piura, al norte del Perú.

## Demografía
En el 2017 Mallares tenía una población de 5140 habitantes.
| Gráfica de evolución demográfica de Mallares entre 1993 y 2017 |
|                                                                |
| Fuentes: Población 1993 y 2017                                 |